# Cantó de Rechoard
El cantó de Rechoard és un cantó del departament francès de l'Alta Viena, a la regió de Llemosí. Està inclòs al districte de Rechoard i té 5 municipis. El cap cantonal és la sotsprefectura de Rechoard.

## Municipis
- Charennac
- Rechoard
- Las Salas la Vau Guion
- Vairas
- Vidais

## Història
| Data d'elecció                           | Identitat      | Partit | Qualitat |
| ---------------------------------------- | -------------- | ------ | -------- |
| 1964-1994                                | Marcel Raynaud | PCF    |          |
| 1994-2008                                | René Chauffour | PS     |          |
| 2008-                                    | Michel Fages   | PS     |          |
| les dades anteriors no són pas conegudes |                |        |          |
|                                          |                |        |          |

## Demografia
| 1962  | 1968  | 1975  | 1982  | 1990  | 1999  | 2006  |
| ----- | ----- | ----- | ----- | ----- | ----- | ----- |
| 6.477 | 6.783 | 6.419 | 5.930 | 5.731 | 5.289 | 5.369 |